# Jogos Pan-Africanos
Os Jogos Pan-Africanos são um evento multiesportivo que acontecem a cada quatro anos, exclusivamente para os atletas do continente africano. É organizado pela Associação dos Comitês Olímpicos Nacionais Africanos.
Os primeiros Jogos ocorreram no ano de 1965 em Brazavile, Congo, e possuem o reconhecimento oficial do Comitê Olímpico Internacional como um evento multiesportivo continental, bem como os Jogos Pan-Americanos e os Jogos Asiáticos.

## História

Países participantes.

O fundador das Olimpíadas Modernas, Pierre de Coubertin, concebeu os Jogos Pan-africanos antes de 1920. Contudo, os poderes coloniais que governavam a África naquele tempo temeram a ideia, suspeitando que o aspecto de unificação do esporte entre a gente africana pudesse causar conflitos e afirmar a sua independência dos colonizadores. As tentativas iniciaram-se para apresentar os Jogos em Argel, na Argélia em 1925, e em Alexandria, Egito em 1928, mas apesar da preparação bem elaborada, os esforços foram reprovados. O primeiro membro africano do COI, o velocista Angelo Bolanaki, doou fundos para erguer um estádio, mas os Jogos acabaram atrasados por mais três décadas.
No início dos anos de 1960, os países falantes de francês da África organizaram os Jogos da Amizade, em Madagascar. No ano seguinte, Costa do Marfim sediou a segunda edição e mais tarde, no Senegal. Antes de que estes fossem concluídos, os ministros africanos da Juventude e Esporte encontram-se em Paris. Como alguns países falantes de inglês já participavam, os Jogos foram rebatizados como Jogos Pan-africanos e passaram a ser reconhecido oficialmente pelo Comitê Olímpico Internacional. Até a edição de 1987, guerras e diversos problemas técnicos adiaram, transferiram e cancelaram edições dos Jogos Pan-africanos.

## Países participantes
Participaram ou participam 55 nações do continente africano:[a]
| - Nigéria - África do Sul - Argélia - Tunísia - Quênia - Senegal - Gana - Etiópia - Camarões - Zimbabwe - Uganda - Costa do Marfim - Madagascar - Marrocos - Angola - Lesoto - Ilhas Maurícias - Líbia | - Namíbia - Tanzânia - Zâmbia - Mali - Gabão - Botswana - Moçambique - Eritreia - Sudão - República Democrática do Congo - República do Congo - República Centro-Africana - Guiné - Serra Leoa - Essuatíni - Chade - Cabo Verde - Burquina Fasso | - Somália - Seicheles - Togo - Níger - Djibuti - Benin - Gambia - Ruanda - Libéria - São Tomé e Príncipe - Malawi - Burundi - Guiné-Bissau - Egito - Saara Ocidental - Sudão do Sul - Guiné Equatorial - Comores - Mauritânia |

## Edições
| Ano  | Jogos | Cidade-sede | Países             | Data                          | Maior medalhista |
| ---- | ----- | ----------- | ------------------ | ----------------------------- | ---------------- |
| 1965 | I     | Brazavile   | República do Congo | 18–25 de julho                | Egito            |
| 1969 | II    | Bamaco      | Mali[b]            | -                             | -                |
| 1973 | II    | Lagos       | Nigéria            | 07–18 de janeiro              | Egito            |
| 1978 | III   | Argel       | Argélia            | 13–28 de julho                | Tunísia          |
| 1987 | IV    | Nairóbi     | Quênia             | 01–12 de agosto               | Egito            |
| 1991 | V     | Cairo       | Egito              | 20 de setembro – 1 de outubro | Egito            |
| 1995 | VI    | Harare      | Zimbabwe           | 13–19 de setembro             | África do Sul    |
| 1999 | VII   | Joanesburgo | África do Sul      | 10–19 de setembro             | África do Sul    |
| 2003 | VIII  | Abuja       | Nigéria            | 05–17 de outubro              | Nigéria          |
| 2007 | IX    | Argel       | Argélia            | 11–23 de julho                | Egito            |
| 2011 | X     | Maputo      | Moçambique         | 3–18 de setembro              | África do Sul    |
| 2015 | XI    | Brazavile   | República do Congo | 4–19 de setembro              | Egito            |
| 2019 | XII   | Rabat       | Marrocos           | 23 de Agosto – 3 de setembro  | Egito            |
| 2023 | XIII  | Acra        | Gana               | 8–23 de março                 | Egito            |

## Modalidades
São e já foram disputadas 24 modalidades esportivas ao longo das edições:
| - Atletismo (detalhes) - Badminton (detalhes) - Basquetebol (detalhes) - Boxe (detalhes) - Caratê (detalhes) - Ciclismo (detalhes) - Esgrima (detalhes) - Futebol (detalhes) | - Ginástica (detalhes) - Handebol (detalhes) - Hipismo (detalhes) - Judô (detalhes) - Kickboxing (detalhes) - Levantamento de peso (detalhes) - Natação (detalhes) - Petanca (detalhes) | - Remo (detalhes) - Taekwondo (detalhes) - Tênis (detalhes) - Tênis de mesa (detalhes) - Tiro esportivo (detalhes) - Vela (detalhes) - Voleibol (detalhes) - Xadrez (detalhes) - Luta olímpica (detalhes) |

## Quadro geral de medalhas
| Ordem | País                           | Medalha de ouro | Medalha de prata | Medalha de bronze | Total |
| ----- | ------------------------------ | --------------- | ---------------- | ----------------- | ----- |
| 1     | Egito                          | 548             | 406              | 408               | 1362  |
| 2     | Nigéria                        | 424             | 395              | 380               | 1199  |
| 3     | África do Sul                  | 361             | 336              | 270               | 967   |
| 4     | Argélia                        | 277             | 280              | 340               | 897   |
| 5     | Tunísia                        | 234             | 208              | 242               | 684   |
| 6     | Quênia                         | 123             | 134              | 154               | 411   |
| 7     | Senegal                        | 64              | 66               | 137               | 267   |
| 8     | Camarões                       | 36              | 55               | 128               | 219   |
| 9     | Etiópia                        | 35              | 44               | 63                | 142   |
| 10    | Zimbabwe                       | 35              | 42               | 68                | 145   |
| 11    | Gana                           | 34              | 49               | 86                | 169   |
| 12    | Uganda                         | 22              | 19               | 36                | 77    |
| 13    | Costa do Marfim                | 21              | 27               | 55                | 103   |
| 14    | Angola                         | 21              | 19               | 37                | 77    |
| 15    | Ilhas Maurícias                | 15              | 25               | 39                | 79    |
| 16    | Botswana                       | 14              | 14               | 33                | 61    |
| 17    | Líbia                          | 12              | 17               | 35                | 64    |
| 18    | Madagáscar                     | 11              | 19               | 45                | 75    |
| 19    | Lesoto                         | 9               | 7                | 17                | 33    |
| 20    | República do Congo             | 8               | 14               | 32                | 54    |
| 21    | Marrocos                       | 8               | 11               | 14                | 33    |
| 22    | Sudão                          | 8               | 1                | 4                 | 13    |
| 23    | Seicheles                      | 7               | 27               | 34                | 68    |
| 24    | Gabão                          | 6               | 9                | 25                | 40    |
| 25    | Mali                           | 6               | 7                | 15                | 28    |
| 26    | Namíbia                        | 5               | 13               | 25                | 43    |
| 27    | Zâmbia                         | 5               | 7                | 30                | 42    |
| 28    | Moçambique                     | 5               | 7                | 11                | 23    |
| 29    | Eritreia                       | 5               | 2                | 2                 | 9     |
| 30    | Tanzânia                       | 4               | 10               | 10                | 24    |
| 31    | República Democrática do Congo | 4               | 6                | 16                | 26    |
| 32    | Burquina Fasso                 | 2               | 6                | 10                | 18    |
| 33    | Gâmbia                         | 2               | 4                | 3                 | 9     |
| 34    | Ruanda                         | 2               | 3                | 1                 | 6     |
| 35    | Guiné                          | 1               | 3                | 4                 | 8     |
| 36    | Níger                          | 1               | 2                | 9                 | 12    |
| 37    | República Centro-Africana      | 1               | 2                | 3                 | 6     |
| 38    | Serra Leoa                     | 1               | 2                | 1                 | 4     |
| 39    | Burundi                        | 1               | 1                | 1                 | 3     |
| 40    | Essuatíni                      | 1               |                  | 11                | 12    |
| 41    | Chade                          | 1               |                  | 4                 | 5     |
| 42    | Cabo Verde                     | 1               |                  | 2                 | 3     |
| 43    | Libéria                        | 1               |                  | 1                 | 2     |
| 44    | Somália                        | 1               |                  |                   | 1     |
| 45    | Togo                           |                 | 4                | 12                | 16    |
| 46    | Benim                          |                 | 3                | 8                 | 11    |
| 47    | Malawi                         |                 | 1                | 4                 | 5     |
| 48    | São Tomé e Príncipe            |                 | 1                | 2                 | 3     |
| 49    | Djibuti                        |                 | 1                |                   | 1     |
| 50    | Guiné-Bissau                   |                 |                  | 5                 | 5     |
| TOTAL | TOTAL                          | 1 470           | 1 432            | 1 787             | 4 689 |